# ضرب خارجي (رياضيات)

مثال على ضرب متجهين بالضرب الخارجي الدياديكي.

في علم الجبر الخطي، الضرب الدياديكي وهو أحد أنواع الضرب الخارجي (بالإنجليزية: Outer product)‏ لمتجهين فضائيين برتبة (rank) تساوي 1. النتيجة تكون مصفوفة ذات الأبعاد الموازية لبعدي المتجهين. للضرب الخارجي أشكال أخرى (الضرب المتجهي كمثال). لهذا، ولتحديد المصطلح يطلق عليه الضرب الدياديكي لتمييزه عن غيره. يعود استعمال هذا المصطلح للعالم الفيزيائي الأمريكي جوزيه غيبس والذي صاغه عام 1881 خلال عمله في الجبر التحليلي.
بأخذ متجهين u و v فتصاغ عملية الضرب كالتالي: u ⊗ v

بأخذ u كمتجه ذا البعد m × 1 و v كمتجه بعده n × 1 فتكون النتيج هي المصفوفة w والتي بعدها هو m × n. عناصر المصفوفة {\displaystyle w_{ij}} تقابل حاصل ضرب العناصر المرادفة في كلا المتجهين: {\displaystyle w_{ij}=u_{i}v_{j}}. أما الضرب الداخلي أو النقطي، فيتمثل بضرب كل عنصر في متجه ما بالآخر المقابل له في المتجه الآخر وبجمع الحاصل حيث ينتج عدداً في المخرج وليست مصفوفة.

## تعريف (ضرب المصفوفات)
الضرب الخارجي للمتجهين u ⊗ v يوازي ضرب مصفوفتين عدد الصفوف في الأولى يساوي عدد الأعمدة في الأخرى (بعد أخذ المصفوفة المنقولة لها) ورتبة كل منهما هي 1: لتكن الأولى u بالبعد m × 1 وبعدد صفوف m، ولتكن v الثانية بالبعد n × 1 وبعدد أعمد n، عندئذ يتم صياغة علاقة الضرب الخارجي كالآتي:
{\displaystyle {\begin{aligned}\mathbf {u} \otimes \mathbf {v} =\mathbf {u} \mathbf {v} ^{\mathrm {T} }={\begin{bmatrix}u_{1}\\u_{2}\\u_{3}\\u_{4}\end{bmatrix}}{\begin{bmatrix}v_{1}&v_{2}&v_{3}\end{bmatrix}}={\begin{bmatrix}u_{1}v_{1}&u_{1}v_{2}&u_{1}v_{3}\\u_{2}v_{1}&u_{2}v_{2}&u_{2}v_{3}\\u_{3}v_{1}&u_{3}v_{2}&u_{3}v_{3}\\u_{4}v_{1}&u_{4}v_{2}&u_{4}v_{3}\end{bmatrix}}.\end{aligned}}}

## مثال
لضرب متجهين {\displaystyle {\vec {a}}} و :{\displaystyle {\vec {b}}} بالضرب الخارجي فيضرب المتجه {\displaystyle {\vec {a}}} كما هو بمنقول المتجه {\displaystyle {\vec {b}}^{T}}:
{\displaystyle {\vec {a}}={\begin{pmatrix}{1}\\{2}\\{3}\\\end{pmatrix}};{\vec {b}}={\begin{pmatrix}{3}\\{2}\\{1}\\\end{pmatrix}}}
{\displaystyle {\vec {a}}\otimes {\vec {b}}={\vec {a}}{\vec {b}}^{T}={\begin{pmatrix}{1}\\{2}\\{3}\\\end{pmatrix}}\cdot {\begin{pmatrix}{3}&{2}&{1}\\\end{pmatrix}}={\begin{bmatrix}3&2&1\\6&4&2\\9&6&3\end{bmatrix}}}